# Акмарейп
Акмарейп (нід. Akmarijp, фриз. Eagmaryp) — село в нідерландській провінції Фрисландія. Входить до муніципалітету Фріске-Маррен.
Його площа становить 3,65 км², а населення станом на 2021 рік складало 110 осіб.
Перша згадка про населений пункт датується 1315 роком.